# Мамедов, Шейдабек Фараджиевич
Шейдабе́к Фараджи́евич Маме́дов (10 января [23 января] 1912, Дербент, Российская империя — 19 июня 1984, Москва, СССР) — советский философ, специалист по истории философии Закавказья и Средней Азии. Доктор философских наук (1962), профессор. Один из авторов «Атеистического словаря» и учебного пособия «Краткий очерк истории философии».

## Биография
В 1938 году окончил Московский институт философии, литературы и истории, а в 1941 году там же окончил аспирантуру.
Участник Великой Отечественной войны.
До 1956 года проходил военную службу в Главном политическом управлении Министерства обороны СССР, откуда, после демобилизации, был направлен в качестве преподавателя на кафедру истории философии народов СССР философского факультета МГУ имени М. В. Ломоносова, где в 1963 году стал профессором.
С 1958 года — член редакционной коллегии журнала «Научные доклады высшей школы. Философские науки».
В 1962 году в МГУ имени М. В. Ломоносова защитил диссертацию на соискание учёной степени доктора философских наук по теме «Основные этапы развития философской мысли в Азербайджане».

## Награды
- Заслуженный деятель науки РСФСР.

## Научная деятельность
Занимался изучением истории философии народов СССР (Закавказья, Средней Азии), а также историей и теорией научного атеизма.
Редактор избранных философских сочинений Мирзы Фатали Ахундова, вышедших в 1963 году.

## Научные труды

### Монографии
- Мамедов Ш. Ф. Философские и общественно-политические взгляды М. Ф. Ахундова: Лекция для студентов-заочников философ. фак. гос. ун-тов / М-во высш. образования СССР. Науч.-метод. кабинет по заоч. обучению при Моск. гос. ун-те им. М. В. Ломоносова. — М.: Издательство Московского университета, 1958. — 48 с.
- Мамедов Ш. Ф. Философские и общественно-политические взгляды Низами: (Лекция) / М-во высш. и сред. спец. образования СССР. Науч.-метод. кабинет по заоч. обучению при Моск. гос. ун-те им. М. В. Ломоносова. — М.: Издательство Московского университета, 1959. — 40 с.
- Мамедов Ш. Ф. Мировоззрение Гасан-бека Меликова Зардаби / М-во высш. и сред. спец. образования РСФСР. Науч.-метод. кабинет по заоч. обучению при Моск. гос. ун-те им. М. В. Ломоносова. — М.: Издательство Московского университета, 1960. — 50 с.
- Очерки по истории философии в России. Вторая половина XIX и нач. XX в., М., 1960 (член авторского коллектива и редактор)
- Краткий очерк истории философии. М., 1960 (член авторского коллектива); Осн. вопросы науч. атеизма. М., 1962 (член авторского коллектива)
- Мамедов Ш. Ф. Мирза Фатали Ахундов: (Философские и социально-политические воззрения). — М.: Знание, 1960. — 39 с. (Брошюры-лекции. Серия 2. Философия/ Всесоюз. о-во по распространению полит. и науч. знаний; 14).
- Мамедов Ш. Ф. Мировоззрение М. Ф. Ахундова. — М.: Издательство Московского университета, 1962. — 260 с.
- Мамедов Ш. Ф. Развитие философской мысли в Азербайджане. — М.: Издательство Московского университета, 1965. — 128 с.
- Богатов В. В., Козлов Н. С., Мамедов Ш. Ф. История философии народов СССР: Учебно-методическое пособие для студентов-заочников философских факультетов университетов / Отв. ред. проф. И. Я. Щипанов; М-во высш. и сред. спец. образования СССР. Научно-методический кабинет по заочному и вечернему обучению Моск. гос. ун-та имени М. В. Ломоносова. — 3-е изд., перераб. и доп. — М.: Издательство Московского университета, 1970. — 139 с.
- Джумабаев Ю. Д., Мамедов Ш. Ф. Этическая мысль в Средней Азии в IX—XV вв. / Моск. гос. ун-т им. М. В. Ломоносова. Кафедра истории философии народов СССР. — М.: Издательство Московского университета, 1974. — 255 с.
- Мамедов Ш. Ф. Мирза-Фатали Ахундов. — М.: Мысль, 1978. — 166 с. (Мыслители прошлого).

### Статьи
- Мамедов Ш. Ф. Из истории общественной мысли в Азербайджане // Большевик. 1946. № 11-12.
- Мамедов Ш. Ф. М. Ф. Ахундов и традиции восточной философии // Научные доклады высшей школы. Философские науки. 1958. № 2.
- Мамедов Ш. Ф. О неизвестной рукописи М. Ф. Ахундова // Научные доклады высшей школы. Философские науки. 1959. № 2.